# Harold Sakata
Pour les articles homonymes, voir Sakata.
Toshiyuki Sakata (坂田 敏行, Sakata Toshiyuki) dit Harold Sakata né le 1er juillet 1920 à Holualoa, et mort le 29 juillet 1982 à Honolulu est un haltérophile, catcheur (lutteur professionnel) sous le nom de Tosh Togo et acteur américain d'origine japonaise.
Il est médaillé d'argent aux Jeux olympiques d'été de 1948 dans la catégorie des poids mi-lourds. Il devient catcheur l'année suivante.
Dans les années 1960, il entame une carrière d'acteur et apparaît dans plusieurs films et séries télévisés notamment dans Goldfinger où il incarne Oddjob.

## Biographie
Toshiyuki Sakata est l'aîné d'une fratrie de 10 enfants. Très jeune, il abandonne l'école pour travailler dans des plantations de canne à sucre et d'ananas,.
Il connait une première carrière de sportif, obtenant une médaille d'argent en haltérophilie aux Jeux olympiques d'été de 1948 à Londres dans la catégorie des poids mi-lourds, 75 à 82,5 kg,. Il se destine ensuite au catch, où il attire l'attention de Harry Saltzman et Albert R. Broccoli qui voient en lui un acteur possible pour le rôle de Oddjob, homme de main coréen de Goldfinger pouvant lancer son chapeau melon aux bords acérés. Il joua par la suite de nombreux personnages similaires.

## Filmographie
- 1964 : Goldfinger : Oddjob (au générique final, crédité sous les deux noms Harold Sakata et Tosh Togo[2]).
- 1965 : Le Dix-septième ciel
- 1966 : Barbouze chérie (Zarabanda Bing Bing) : Direttore del museo
- 1966 : Opération Opium (The Poppy Is Also a Flower) : Martin
- 1966 : Dimension 5 : Big Buddha
- 1971 : Sarge (TV) : Kenji Takichi
- 1974 : The Wrestler : Odd Job
- 1974 : Impulse : Karate Pete
- 1976 : Mako: The Jaws of Death : Pete
- 1977 : The Happy Hooker Goes to Washington : Wong
- 1978 : Record City (en) : Gucci
- 1978 : La Dimension de la mort (Death Dimension alias The Kill Factor) : Le Porc
- 1978 : Goin' Coconuts : Ito
- 1979 : Highcliffe Manor (série TV) : Cheng
- 1979 : The Billion Dollar Threat (TV) : Oriental Man
- 1982 : Bruce contre-attaque (Xiong zhong) : Sakata
- 1982 : Les Aventuriers de l'or perdu (Horror Safari) : Tobachi

## Palmarès

### Haltérophilie
- en Mi-lourds des Jeux olympiques d'été de 1948 de Londres[6]

### Catch
- Maple Leaf Wrestling
  - 1 fois NWA Canadian Open Tag Team Champion avec Great Togo
- Mid-Atlantic Championship Wrestling
  - 1 fois NWA Southern Tag Team Champion (Mid-Atlantic version) avec Ike Eakins
- NWA Big Time Wrestling
  - 1 fois NWA Texas Heavyweight Champion
- NWA Hollywood Wrestling
  - 1 fois NWA International Television Tag Team Champion avec Wild Red Berry
  - 1 fois NWA World Tag Team Champion (Los Angeles version) avec Red Berry
- NWA Mid-America
  - 1 fois NWA Southern Tag Team Champion (Mid-America version) avec John Smith
- Mid-Pacific Promotions
  - 1 fois NWA Hawaii Heavyweight Champion
  - 1 fois NWA Hawaii Tag Team Champion avec King Curtis Iaukea
- Pacific Northwest Wrestling
  - 2 fois NWA Pacific Northwest Tag Team Champion avec Toi Yamamoto